# IOI Group
Корпорація IOI Berhad (IOI) — один з найбільших конгломератів Малайзії. Компанія була зареєстрована 31 жовтня 1969 року як Industrial Oxygen Incorporated Sdn Bhd і була зареєстрована на фондовій біржі Куала-Лумпур (KLSE) в 1980 році. Спочатку основним видом діяльності став розвиток нерухомості у 1984 р., а потім плантацій олійних пальм та нафтопереробних заводів у 1985 р.
Корпорацію очолював Лі Шін Чен, а зараз генеральним директором (СЕО) є Лі Єов Хор.
Станом на вересень 2016 року в групі IOI працювало понад 30 000 осіб з більш ніж 25 країн.

## Основні підприємства

### Плантації пальмової олії
Плантації пальмової олії є основним джерелом доходу IOI. У 2015 році близько 67 % прибутку конгломерату приносили його плантації олійної пальми. Група контролює 230 000 гектарів плантацій олійної пальми в Малайзії та Індонезії. Середня врожайність в Малайзії протягом останніх 20 років не змінюється і становить чотири тонни з гектара на рік.
У 2012 році компанія Nestlé припинила купувати пальмову олію у IOI. Програма ООН з охорони навколишнього середовища заявляє, що виробництво пальмової олії є основною причиною вирубки лісів. Індонезія на сьогодні є третьою у світі за кількістю викиду вуглецю, в основному в результаті знеліснення та спалення торфовищ.

### Нерухомість
IOI займається розвитком нерухомості та інвестиціями в нерухомість. Два курортні готелі Marriott Putrajaya та Palm Garden в місті Путраджая належать до групи IOI. Цей сегмент приносить близько 18 % доходу компанії.

### Олеохімікати та спеціальні жири
IOI є найбільшим виробником олеохімічних продуктів на основі рослинної олії в Азії, який утримується в структурах компаній, що повністю належать IOI Oleochemical Industries Bhd та Pan Century Oleochemical Sdn Bhd. Загальна потужність становить понад 750 000 тонн на рік.
Основними похідними продуктами є жирні кислоти та складні ефіри, гліцерин та жирні спирти. Вони мають різне промислове застосування у виробництві харчових продуктів, фармацевтики, косметики, особистої гігієни, домашнього догляду, промислових миючих засобів тощо.
Спеціальні підприємства з виробництва жирів IOI управляються IOI Loders Croklaan, виробничі потужності яких розташовані в Нідерландах, Північній Америці та Малайзії. Клієнтська база Loders Croklaan включає світові харчові гіганти, такі як Unilever, Nestle, Cadbury та Kraft.

### Нафтоочисні заводи
IOI володіє нафтопереробними заводами в США та Нідерландах. IOI поширила свою діяльність на Індонезію в 2005 р. Її асоційованою компанією в Індонезії є Bumitama Gunajaya Agro.
27 вересня 2016 р. Грінпіс заблокував нафтопереробний завод IOI в Нідерландах, щоб змусити їх прийняти більш стійку плантаційну політику.

## Критика
Екологічні та громадські організації критикували IOI Group. Грінпіс двічі задокументував знищення середовища проживання орангутангів і лісової місцевості торф'яників у звітах «Підпал Борнео» (2008 р.) і «Під обстрілом» (2015 р.).
У 2014 році компанія отримала заяви фінської НУО Finnwatch щодо питань праці на своїх малайзійських плантаціях, які включали конфіскацію паспортів робітників, надання контрактів на незрозумілих для працівників мовах, обмеження свободи об'єднань та виплату заробітної плати нижче мінімальної.
IOI є співзасновником Круглого столу з питань сталої пальмової олії (Roundtable on Sustainable Palm Oil) і має кілька своїх маєтків у Малайзії, сертифікованих на відповідність стандартам RSPO. За даними Friends of the Earth у березні 2010 року, корпорація IOI не виконала своїх вимог щодо зеленого управління. Після скарги, поданої AidEnvironment у квітні 2015 р., дію сертифікатів для ІОІ призупинено з 1 квітня 2016 р.
З тих пір багато клієнтів (Unilever, Nestlé, Mars) скасували контракти з компанією. Сертифікати RSPO відновили IOI в серпні 2016 р. після того, як було визнано, що компанія виконала вимоги групи щодо поліпшення її екологічних показників.